# Pageant of empire (Elgar)
Pageant of empire (Nederlands: Schouwspel van het rijk) was een compositie van Edward Elgar. Het grootste deel van de compositie is verloren gegaan.
Elgar schreef muziek onder een zevental patriottische tekst van Alfred Noyes. Zij schreven het geheel voor Pageant of Empire, grootste festiviteiten gehouden in de zomer van 1924 te Londen in wat toen bekendstond als het Empire Stadium, wat later bekend zou worden als Wembley Stadium (1923-2007). Het waren feesten ter ondersteuning van het Britse Rijk, dat toen nog niet afbrokkelde. Het kan niet los gezien worden van de gezamenlijke strijd in de Eerste Wereldoorlog.
De zeven liederen die op 26 juli 1924 onder leiding van de componist te horen waren luiden:
1. Shakespeare's kingdom
2. Sailing westward
3. The heart of Canada
4. The blue Mountains (A song of Australia)
5. The islands (A song of New Zealand)
6. Merchant adventurers
7. The immortal legions

De prelude Imperial March en de apotheose A song of union, zijnde een achtste lied voor gemengd koor, werden destijds niet uitgevoerd.
Elgar schreef de zeven uitgevoerde delen werk voor een solozanger bariton en symfonieorkest. Elgar diende vervolgens alles is bij zijn uitgeverij Enoch & Sons. Deze ging echter in 1927 failliet. Het gebouw waarin ze gevestigd was werd gesloopt en de partituren van Elgar werden slachtoffer van de bulldozers. Alleen stukken van The immortal legions en A song of union bleven bewaard. In het kader van een concertreeks met muziek van Elgar kwamen de zeven liederen weer bovendrijven. Er werd aan Martin Yates gevraagd de ontbrekende delen opnieuw te orkestreren en The immortal legions (weer) gereed te maken voor (heruitvoering en) druk. Die versie werd voor het eerst uitgevoerd op 30 oktober 1975 .